# Molophilus (Promolophilus) lethe
Molophilus (Promolophilus) lethe is een tweevleugelige uit de familie steltmuggen (Limoniidae). De soort komt voor in het Oriëntaals gebied.